# 山野光
山野 光（やまの ひかる、2002年11月11日 - ）は、日本の俳優、ダンサー。
大阪府出身。ウィルビー・インターナショナル所属。身長：183cm。

## 来歴
幼少期にダンスを始める。
2018年、サンリオピューロランドの2.5次元ミュージカル『MEMORY BOYS〜想い出を売る店〜』に2期チームフォルテのセレナーデ役として出演する。
2020年、ミュージカル『新テニスの王子様』The first stageにテニミュボーイズとして出演する。
2021年、ミュージカル『イン・ザ・ハイツ』にグラフィティ・ピート役として出演し、日本三大都市の劇場でステージを務めた。

## 人物
- ジャズダンスやコンテンポラリーダンスをはじめ、ダンス全般を得意とする[4]。

## 出演

### ダンス
- XFLAG PARK 2018（2018年） - オープニングダンサー / ウェルカムダンサー
- 中国大使館主催 国慶節オープニングセレモニー（2019年） - ダンサー
- Rude-α ワンマンライヴ『22』（2019年7月13日、梅田Shangri-La / 7月15日、渋谷CLUB QUATTRO） - バックダンサー
- ラグビーワールドカップ2019 オープニングセレモニー（2019年9月20日） - 神様ダンサー
- 一般社団法人現代舞踊協会主催・新進舞踊家海外研修員による現代舞踊公演 池田美佳作品（2019年12月25日 - 26日、新国立劇場 小劇場）[5]
- 米津玄師 2020 TOUR / HYPE（2020年2月1日 - 4月5日、和歌山ビッグホエール / サンドーム福井 / 横浜アリーナ / 広島グリーンアリーナ） - バックダンサー

### 舞台
- サンリオピューロランド MEMORY BOYS〜想い出を売る店〜（2018年9月28日 - 2019年3月12日、フェアリーランドシアター） - セレナーデ 役[6]
- THE CONVOY SHOW
  - THE CONVOY SHOW vol.39「ATOM」（2020年8月14日 - 23日、スペース・ゼロ / 8月29日 - 30日、松下IMPホール）[7]
  - 35th Anniversary THE CONVOY SHOW vol.41「コンボ・イ・ランド」（2021年12月10日 - 18日、スペース・ゼロ / 12月30日 - 31日、森ノ宮ピロティホール）[8]
- ミュージカル『新テニスの王子様』The first stage（2020年12月12日 - 2021年2月14日、日本青年館ホール 他） - テニミュボーイズ
- ミュージカル「IN THE HEIGHTS イン・ザ・ハイツ」（2021年3月27日 - 4月28日、鎌倉芸術館 大ホール / 4月3日 - 4日、オリックス劇場 / 4月7日 - 8日、日本特殊陶業市民会館 ビレッジホール / 4月17日 - 28日、TBS赤坂ACTシアター） - グラフィティ・ピート 役
- ミュージカル「ドン・ジュアン」（2021年10月7日 - 11月6日、梅田芸術劇場 メインホール 他） - アンサンブル
- 舞台「千と千尋の神隠し」（2022年3月2日 - 7月4日、帝国劇場 他） - アンサンブル
- ミュージカル「エリザベート」（2022年10月9日 - 11月22日、帝国劇場 / 12月5日 - 17日、御園座 / 12月29日 - 2023年1月3日、梅田芸術劇場 メインホール / 1月11日 - 31日、博多座） - トートダンサー[9][10][11]
- ミラクル☆ステージ『サンリオ男子』〜KIRAKIRA KANSAI PARADE #世界クロミ化計画 〜（2023年3月24日 - 4月2日、AiiA 2.5 Theater Kobe / 4月14日 - 4月16日、品川プリンスホテル クラブeX） - 白谷恭也 役[12]
- コンボ・イ・ランド（2023年6月16日 - 20日、東京建物 Brillia HALL）[13]
- 舞台「千と千尋の神隠し」（2023年8月13日 - 8月26日、御園座） - カオナシ役
  - 舞台「千と千尋の神隠しSpirited Away」（2024年3月11日 - 30日、帝国劇場 / 4月7日 - 20日、御園座 / 4月27日 - 5月19日、博多座 / 4月30日 - 8月24日、ロンドン・コロシアム / 5月27日 - 6月7日、梅田芸術劇場 メインホール / 6月15日 - 20日、札幌文化芸術劇場 hitaru）[14][15]
  - 舞台「千と千尋の神隠しSpirited Away」上海公演（2025年7月14日 - 8月3日、上海文化広場）[16]
- ミステリ・ミュージカル「ルームメイトと謎解きを」（2023年11月18日 - 26日、サンシャイン劇場） - 棗誠之助 役[17]
- BOLERO -最終章-（2024年7月18日 - 25日、有楽町よみうりホール / 7月30日 - 31日、SkyシアターMBS）[18][19]
- MANKAI STAGE『A3!』〜Four Seasons LIVE 2024〜（2024年10月31日 - 11月4日、東京ガーデンシアター） - 荒川志太 役
- ライドカメンズ The STAGE（2025年1月11日 - 26日、サンシャイン劇場 / 1月30日 - 2月2日、梅田芸術劇場 シアター・ドラマシティ） - 伊織陽真 / 仮面ライダー陽真 役[20][21]
- MANKAI STAGE『A3!』ACT3! 2025（2025年3月22日 - 5月10日、KAAT神奈川芸術劇場 ホール） - 荒川志太 役[22]
- ミュージカル「フラガリアメモリーズ」〜純真の結い目〜（2025年5月23日 - 6月1日、シアターH / 6月6日 - 8日、AiiA 2.5 Theater Kobe） - サナー 役[23][24]
- Bloody Love 歌劇「ババンババンバンバンパイア」（2025年9月20日 - 25日〈予定〉、東京国際フォーラム ホールC） - 篠塚健 役[25]

### CM
- 江崎グリコ パピコ「リフレッシュ＆ゴー」篇（2022年）[26]